# این گل ز بر همنفسی می‌آید
رباعی با مطلع "این گل ز هم برنفسی می آید"، شانزدهمین رباعی از دیوان حافظ به تصحیح محمد قزوینی و قاسم غنی می باشد.
| این گل ز هم برنفسی می‌آید    |  | شادی بدلم بسی ازو می‌آید  |
| پیوسته از آن روی کنم همدمیش |  | کز رنگ ویم بوی کسی می‌آید |